# Krolevets
Krolevets (em ucraniano:  Кролевець; em polonês/polaco:  Królewiec) é uma cidade da Ucrânia, situada no Oblast de Sumy. Tem 31,54 km² de área e sua população em 2020 foi estimada em 22.665 habitantes.